# Snídaně šampionů (film)
Snídaně šampionů (v anglickém originále Breakfast of Champions) je americká filmová komedie z roku 1999. Režisérem filmu je Alan Rudolph. Hlavní role ve filmu ztvárnili Bruce Willis, Albert Finney, Nick Nolte, Barbara Hershey a Glenne Headly.

## Obsazení
| Bruce Willis          | Dwayne Hoover  |
| Albert Finney         | Kilgore Trout  |
| Nick Nolte            | Harry LeSabre  |
| Barbara Hershey       | Celia Hoover   |
| Glenne Headly         | Francine Pefko |
| Lukas Haas            | George Hoover  |
| Omar Epps             | Wayne Hoobler  |
| Vicki Lewis           | Grace LeSabre  |
| Will Patton           | Moe            |
| Owen Wilson           | Monte Rapid    |
| Michael Clarke Duncan | Eli            |